# Kristian Bäck
Pour les articles homonymes, voir Bäck.
Kristian Bäck (né le 18 juillet 1996) est un athlète finlandais, spécialiste du saut en longueur.

## Biographie

### Palmarès
| Date | Compétition           | Lieu      | Résultat | Performance |
| ---- | --------------------- | --------- | -------- | ----------- |
| 2016 | Championnats d'Europe | Amsterdam | 5e       | 7,91 m      |

### Records
| Épreuve          | Épreuve   | Performance | Lieu    | Date            |
| ---------------- | --------- | ----------- | ------- | --------------- |
| Saut en longueur | Plein air | 7,95 m      | Formia  | 15 mai 2016     |
| Saut en longueur | Salle     | 7,63 m      | Tampere | 28 février 2016 |